# Magdalena Andersson
Eva Magdalena Andersson (n. 23 ianuarie 1967, Vaksala församling⁠(d), Uppsala län, Suedia) este o politiciană social-democrată suedeză care la 24 noiembrie 2021 a fost aleasă în funcția de prim-ministru al Suediei, fiind prima femeie care a ocupat această funcție, dar a demisionat șapte ore și jumătate mai târziu, după ce propunerea de buget a partidului ei a fost respinsă. Ea a fost, de asemenea, lider al Partidului Social Democrat din 4 noiembrie 2021.
La 24 noiembrie 2021, Riksdag-ul suedez a ales-o drept prima femeie prim-ministru a Suediei, punând astfel capăt statutului Suediei de singura țară nordică care nu a avut niciodată o femeie ca șef al unui guvern ales. Câteva ore mai târziu, ea a demisionat, deoarece coaliția din care făcea parte s-a destrămat după ce nu a reușit să treacă bugetul prin parlament, Partidul Verzilor a refuzat să guverneze cu un bugetul propus de opoziție.